# Großkelchiges Johanniskraut
Das Großkelchige Johanniskraut (Hypericum calycinum), auch Immergrünes Johanniskraut oder Grossblütiges Johanniskraut genannt, ist eine Pflanzenart aus der Gattung der Johanniskräuter (Hypericum) in der Familie der Johanniskrautgewächse (Hypericaceae).

## Beschreibung

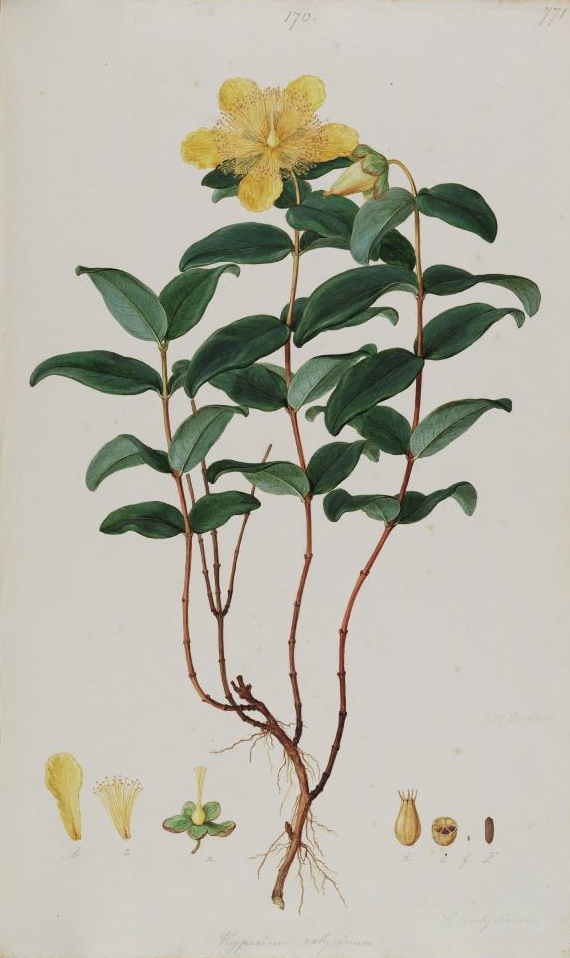
Historische Illustration (um 1795)

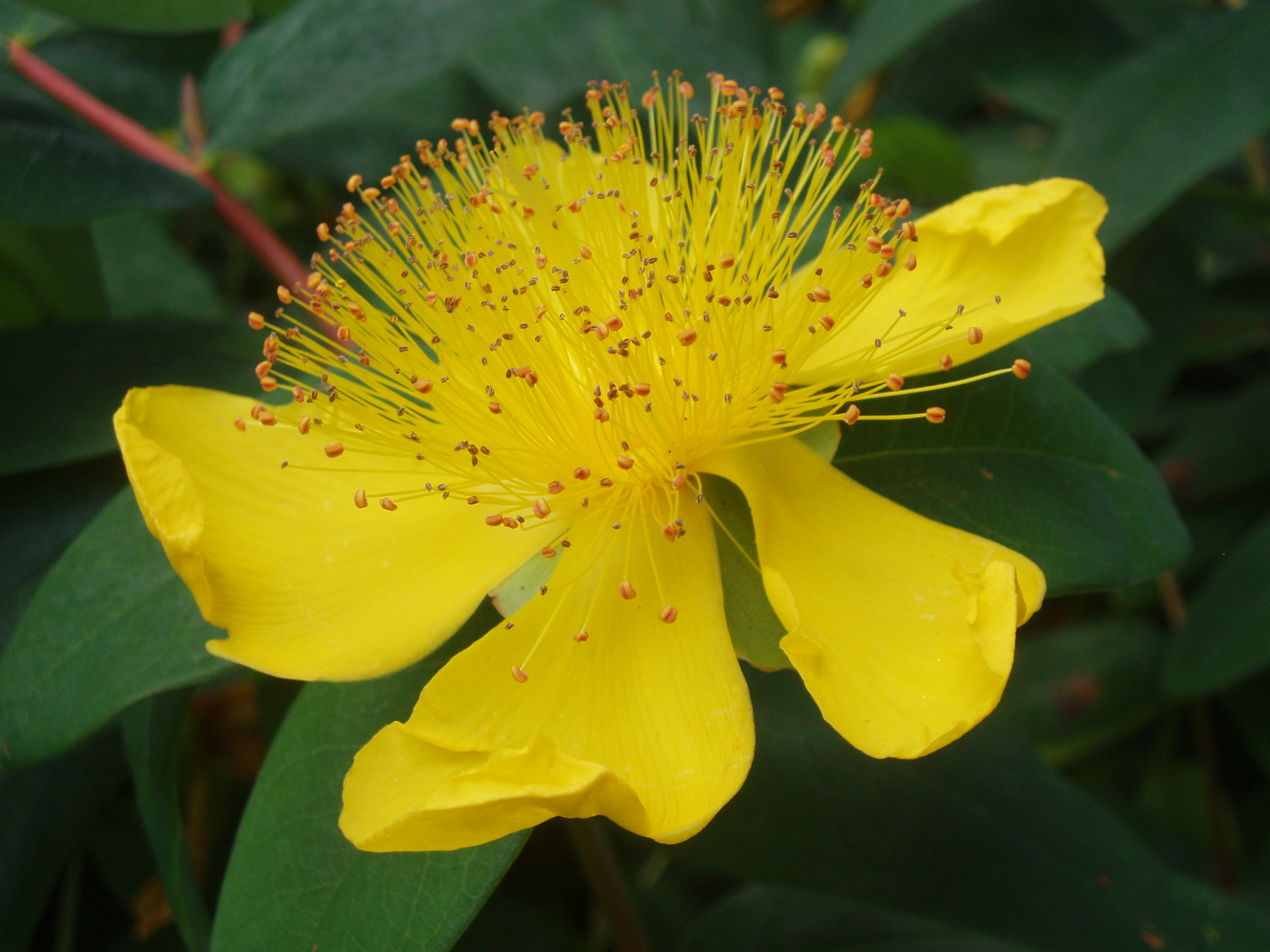
Radiärsymmetrische Blüte im Detail

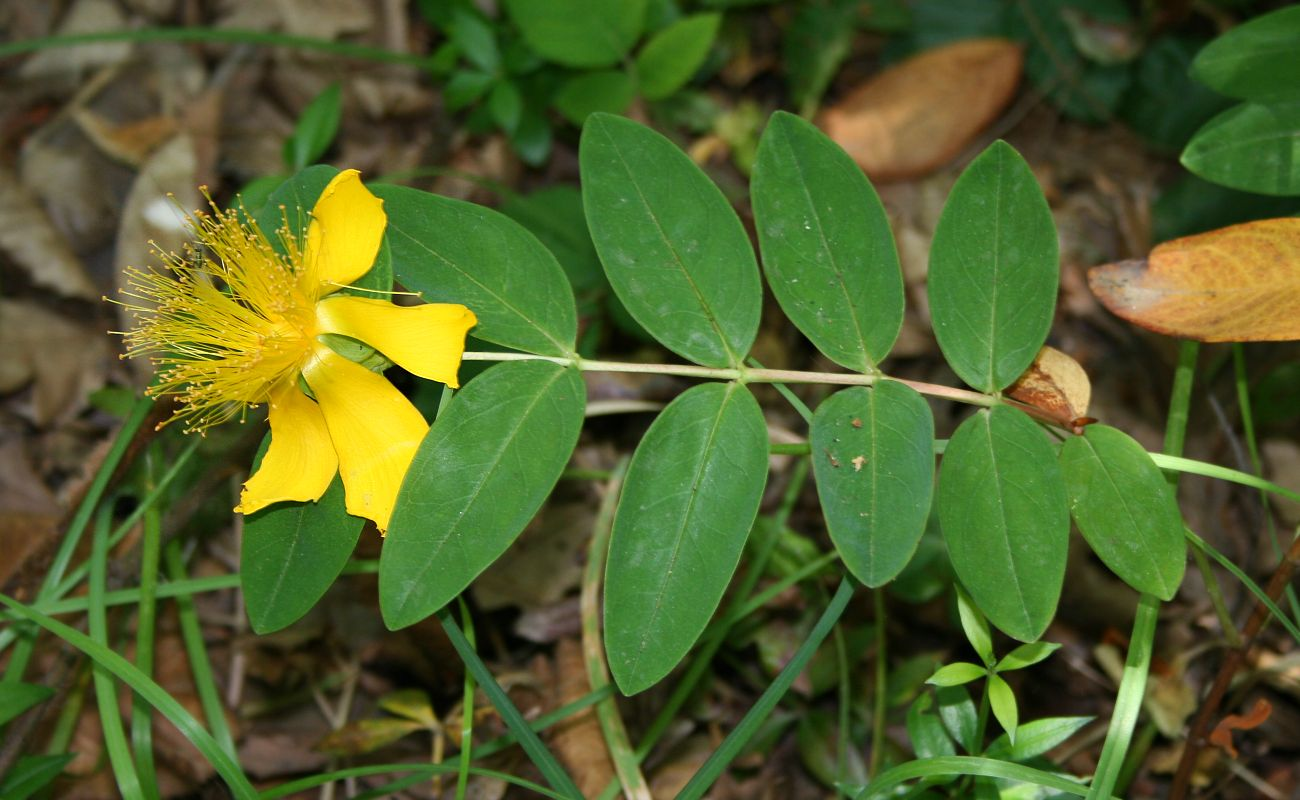
Blätter und Blüte

Das Großkelchige Johanniskraut ist ein immergrüner, dicht buschiger Strauch von 20 bis 60 Zentimeter Wuchshöhe. Er breitet sich mit kriechendem Rhizom und unterirdischen Ausläufern stark aus. Seine grün-braun berindeten Äste sind aufsteigend bis aufrecht, vierkantig und besitzen zwei schmale Längsleisten. 
Die dicht kreuz-gegenständig angeordneten Laubblätter sind kurz gestielt bis fast sitzend. Die einfachen, ganzrandigen, derb ledrigen Blattspreiten sind bei einer Länge 45 bis 85 Millimetern sowie einer Breite von 15 bis 40 Millimetern schmal-elliptisch bis schmal-eiförmig mit stark verschmälerter Spreitenbasis und stumpfem oberen Ende. Die Blattoberseite ist dunkelgrün und die -unterseite blau-grün und aufgrund von Öldrüsen durchscheinend punktiert. 
Die Blütezeit reicht von Juli bis September. Die Blüten sitzen einzeln, selten auch zu zweit oder dritt an den Enden der Zweige. Die Blütenstiele sind kurz bis lang. Die sehr großen Blüten sind bei einem Durchmesser von 5 bis 7 Zentimetern radiärsymmetrisch und fünfzählig mit doppelter Blütenhülle. Die fünf Kelchblätter sind verschieden groß, 16 bis 20 Millimeter lang und 8 bis 12 Millimeter breit, schmal verkehrt-eiförmig sowie am oberen Ende rund und nicht abfallend. Die fünf leuchtend goldgelben Kronblätter sind 30 bis 40 Millimeter lang, 12 bis 20 Millimeter breit, verkehrt-eiförmig und am oberen Ende stumpf bis rund, gelappt und abfallend. Die sehr zahlreichen Staubblätter sind in fünf am Grund verwachsenden Gruppen angeordnet und besitzen lange, zarte Staubfäden und rötliche Staubbeutel. 
Die breit birnenförmige Kapselfrucht ist 10 bis 14 Millimeter lang, braunrot und hängend. Die Samen sind ungefähr 2 Millimeter lang, walzenförmig, braunschwarz und durch grubenförmige Vertiefungen längs gestreift.

## Vorkommen
Das Verbreitungsgebiet umfasst Griechenland, das südöstliche Bulgarien und die Türkei. Häufig ist das Großkelchige Johanniskraut auch aus der Kultur verwildert.
Die Art ist in lichten Wäldern, auf steinigen Böschungen sowie an Flussufern zu finden. Sie gedeiht am besten auf feuchten, sandigen, nährstoffreichen Böden. Das Großkelchige Johanniskraut ist in schattigen Lagen von der Ebene bis ins Hügelland zu finden.
Die ökologischen Zeigerwerte nach Landolt et al. 2010 sind in der Schweiz: Feuchtezahl F = 3 (mäßig feucht), Lichtzahl L = 3 (halbschattig), Reaktionszahl R = 3 (schwach sauer bis neutral), Temperaturzahl T = 4+ (warm-kollin), Nährstoffzahl N = 3 (mäßig nährstoffarm bis mäßig nährstoffreich), Kontinentalitätszahl K = 2 (subozeanisch).

## Nutzung
Das Großkelchige Johanniskraut wird seit 1676 als Zierpflanze genutzt. Aufgrund seiner vegetativen Merkmale (sehr schneller Wuchs) findet es meist als sehr guter Bodendecker Verwendung. Seine großen Blüten locken viele Nützlinge wie Hummeln und Bienen an. 

## Verwechslung
Es wird oft irrtümlich mit der biblischen Rose von Scharon gleichgesetzt, obwohl es nicht in der Levante beheimatet ist.

## Belege
- Gunter Steinbach (Hrsg.): Strauchgehölze (Steinbachs Naturführer). Mosaik Verlag GmbH, München 1996, ISBN 3-576-10560-3.